# (4946) Ascálafo
(4946) Ascálafo es un asteroide que forma parte de los asteroides troyanos de Júpiter y fue descubierto por Eugene Merle Shoemaker y Carolyn Jean S. Shoemaker el 21 de enero de 1988 desde el observatorio del Monte Palomar, Estados Unidos.

## Designación y nombre
Ascálafo fue designado inicialmente como 1988 BW1.
Más tarde, en 1995, se nombró por Ascálafo, un personaje de la mitología griega.

## Características orbitales
Ascálafo orbita a una distancia media de 5,32 ua del Sol, pudiendo alejarse hasta 5,588 ua y acercarse hasta 5,053 ua. Tiene una inclinación orbital de 21,86 grados y una excentricidad de 0,05023. Emplea en completar una órbita alrededor del Sol 4482 días.

## Características físicas
La magnitud absoluta de Ascálafo es 10,1 y el periodo de rotación de 22,73 horas.